# 罗杰·查菲
罗杰·布鲁斯·查菲（英語：Roger Bruce Chaffee，1935年2月15日—1967年1月27日）曾是一位美国国家航空航天局的宇航员，计划中将执行阿波罗1号任务。1967年1月27日，查菲与维吉尔·格里森和爱德华·怀特在阿波罗1号的一次例行测试中因舱内大火牺牲。